# White Gold (Fernsehserie)
White Gold ist eine britische Comedy-Serie, die eine Gruppe von UPVC-Fensterverkäufern Mitte der 80er-Jahre in Essex vorstellt. Die Hauptrolle spielt Ed Westwick als Vincent, der Kopf einer Verkaufsmannschaft, die doppelt verglaste Fenster vertreibt. Die beiden anderen Mitglieder des Verkaufsteams werden von den ehemaligen Stars der britischen Sitcom The Inbetweeners, Joe Thomas und James Buckley, gespielt. Die erste Staffel wurde am 11. August 2017 von Netflix veröffentlicht, seit 14. September 2017 ist sie dort auch auf Deutsch verfügbar. Die zweite Staffel ist seit dem 17. Mai 2019 auf Netflix abrufbar. Die Serie wurde nach der zweiten Staffel eingestellt.

## Figuren
- Vincent Swan, Hauptverkäufer bei Cachet Windows (Ed Westwick)
- Brian Fitzpatrick, Junior Verkäufer (James Buckley)
- Martin Lavender, Junior Verkäufer (Joe Thomas)
- Tony Walsh, Besitzer von Cachet Windows (Nigel Lindsay)
- Sam Swan, Vincents Ehefrau (Linzey Cocker)
- Carol, Sekretärin bei Cachet Windows (Lauren O’Rourke)

## Episoden

### Staffel 1 (2017)
| Nr. | Titel                         | Originaltitel              | Erstausstrahlung |
| --- | ----------------------------- | -------------------------- | ---------------- |
| 1   | Vertreter sind wie Vampire    | Salesmen Are Like Vampires | 28. Mai 2017     |
| 2   | Eine sexuelle Achterbahnfahrt | Sexy Rollercoasters        | 4. Juni 2017     |
| 3   | Unheimliche Begegnung         | Close Encounters           | 11. Juni 2017    |
| 4   | Der Widow Maker               | The Widow Maker            | 14. Juni 2017    |
| 5   | Der Geruch der Schwäche       | Smell the Weakness         | 21. Juni 2017    |
| 6   | Das Geheimnis des Verkaufens  | The Secret of Sales        | 28. Juni 2017    |

### Staffel 2 (2019)
| Nr. | Titel                                                   | Originaltitel                      | Erstausstrahlung |
| --- | ------------------------------------------------------- | ---------------------------------- | ---------------- |
| 1   | Die Vergangenheit ist nicht das Gleiche wie die Zukunft | The Past Does Not Equal the Future | 17. Mai 2019     |
| 2   | Das Team steht im Vordergrund                           | Take One for the Team              | 17. Mai 2019     |
| 3   | Die Essex-Illuminaten                                   | The Essex Illuminati               | 17. Mai 2019     |
| 4   | Kleine Siege                                            | Small Victories                    | 17. Mai 2019     |
| 5   | Die Eroberung der Flagge                                | Capturing the Flag                 | 17. Mai 2019     |
| 6   | Gewinnen ist nicht wichtig                              | Winning Isn’t Everything           | 17. Mai 2019     |